# Football Club Baník Ostrava 2010-2011
Questa voce raccoglie le informazioni riguardanti il Baník Ostrava nelle competizioni ufficiali della stagione 2010-2011.

## Rosa
| N. |                               | Ruolo | Calciatore      |
| -- | ----------------------------- | ----- | --------------- |
| 1  | Rep. Ceca (bandiera)          | P     | Antonín Buček   |
| 2  | Capo Verde (bandiera)         | D     | Fernando Neves  |
| 3  | Rep. Ceca (bandiera)          | D     | Radim Řezník    |
| 4  | Rep. Ceca (bandiera)          | C     | Martin Lukeš    |
| 5  | Rep. Ceca (bandiera)          | D     | René Bolf       |
| 6  | Rep. Ceca (bandiera)          | A     | Zdeněk Šenkeřík |
| 7  | Rep. Ceca (bandiera)          | A     | Josef Hušbauer  |
| 8  | Rep. Ceca (bandiera)          | D     | Patrik Boháč    |
| 10 | Slovacchia (bandiera)         | A     | Róbert Zeher    |
| 11 | Slovacchia (bandiera)         | C     | Ján Greguš      |
| 12 | Rep. Ceca (bandiera)          | D     | Lukasz Zejdler  |
| 13 | Macedonia del Nord (bandiera) | D     | Gligor Gligorov |
| 14 | Rep. Ceca (bandiera)          | A     | Adam Varadi     |
| 15 | Rep. Ceca (bandiera)          | A     | Antonín Fantiš  |

| N. |                       | Ruolo | Calciatore          |
| -- | --------------------- | ----- | ------------------- |
| 16 | Rep. Ceca (bandiera)  | P     | Vít Baránek         |
| 17 | Rep. Ceca (bandiera)  | C     | Dalibor Vašenda     |
| 18 | Rep. Ceca (bandiera)  | C     | Tomáš Marek         |
| 19 | Rep. Ceca (bandiera)  | D     | Michal Frydrych     |
| 20 | Rep. Ceca (bandiera)  | C     | Tomáš Frejlach      |
| 21 | Rep. Ceca (bandiera)  | A     | Zbyněk Musiol       |
| 22 | Rep. Ceca (bandiera)  | C     | Zdeněk Šmejkal      |
| 24 | Rep. Ceca (bandiera)  | A     | Tomáš Vrťo          |
| 26 | Slovacchia (bandiera) | A     | Dennis Christu      |
| 27 | Rep. Ceca (bandiera)  | A     | Dominik Kraut       |
| 29 | Rep. Ceca (bandiera)  | A     | Milan Ferenčík      |
| 30 | Rep. Ceca (bandiera)  | P     | Michal Daněk        |
| 31 | Polonia (bandiera)    | P     | Dawid Pietrzkiewicz |
| -  | Rep. Ceca (bandiera)  | C     | Petr Tomašák        |